# Hellenen-Polka
Die Hellenen-Polka ist eine Polka von Johann Strauss (Sohn) (op. 203). Das Werk wurde im Januar oder Februar des Jahres 1858 im Palais Sina in Wien erstmals aufgeführt.

## Einzelnachweis
1. ↑  Quelle: Englische Version des Booklets (Seite 79) in der 52 CDs umfassenden Gesamtausgabe der Orchesterwerke von Johann Strauß (Sohn), Hrsg. Naxos (Label). Das Werk ist als fünfter Titel auf der 29. CD zu hören.